# Gene Bertoncini
Gene Bertoncini (* 6. dubna 1937, New York) je americký jazzový kytarista. Narodil se do hudební rodiny (jeho otec byl kytarista a hráč na foukací harmoniku) a on sám začal hrát na kytaru ve svých sedmi letech. Studoval architekturu na University of Notre Dame a také jej vyučoval jazzový kytarista Johnny Smith. Bertoncini na počátku své kariéry spolupracoval například se zpěvačkou Carmen McRae. Během své kariéry vydal řadu alb pod svým jménem a spolupracoval s mnoha dalšími hudebníky, mezi které patří například Charles McPherson, Ahmad Jamal, Hubert Laws nebo Wayne Shorter. Rovněž se věnoval pedagogické činnosti.